# List do Rzymian
List do Rzymian [Rz] – jeden z listów Nowego Testamentu autorstwa apostoła Pawła. List został napisany najprawdopodobniej pod koniec trzeciej podróży misyjnej apostoła Pawła w Koryncie w latach 57/58 n.e. Adresatem listu była rzymska gmina chrześcijańska.

## Autorstwo
Zarówno świadectwa wewnętrzne (nowotestamentowe) jak i zewnętrzne przemawiają na rzecz Pawłowego autorstwa. List był cytowany jako kanoniczny przez: Klemensa Rzymskiego, Ignacego Antiocheńskiego, Polikarpa, posługiwali się nim Walentyn, Herakleon, Bazylides, Ptolemeusz. Pawłowi przypisują ten list: Marcjon, Ireneusz z Lyonu, Klemens Aleksandryjski, Tertulian, Orygenes. Fragment Muratoriego zalicza go do Listów Pawłowych.
Jeszcze w starożytności kwestionowano Pawłowe autorstwo dwóch ostatnich rozdziałów. Według Orygenesa Marcjon wyciął z Listu wszystko począwszy od miejsca, w którym napisano „wszystko, co nie jest z wiary, jest grzechem” (Rz 14,23) aż do końca Listu.

## Miejsce powstania Listu

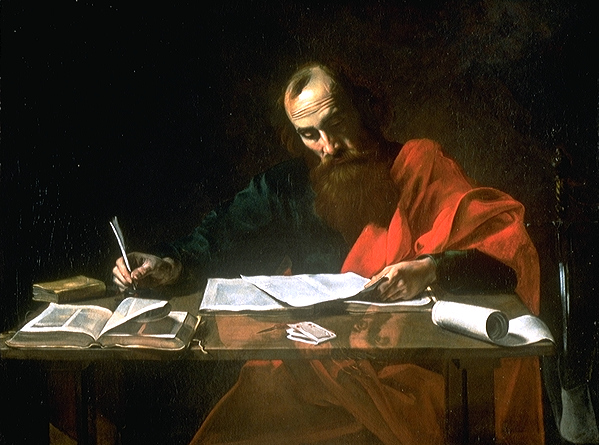
Paweł piszący list, w XVII-wiecznej wizji artystycznej Valentina de Boulogne.

List prawdopodobnie powstał w Koryncie, gdy Paweł zamieszkiwał w domu Gaiusa. Spisany został przez Tercjusza, który pełnił rolę skryby (Rz 16,22). Na rzecz Koryntu przemawia kilka przesłanek. Według Dz 20,3 Paweł zatrzymał się na trzy miesiące w Achai przed swą podróżą do Jerozolimy. Najbardziej prawdopodobnym miejscem, w którym mógł wtedy się zatrzymać, był Korynt. Wzmiankowana w Rz 16,1 Feba była diakonisą w kościele w Kenchreach, porcie leżącym na wschód od Koryntu, mogła być tą osobą, która dostarczyła List do Rzymu, ponieważ w momencie redagowania Listu zdaje się wyruszać w drogę. Erast, wzmiankowany w Rz 16,23, według najstarszej tradycji był tym samym Erastem, który został wymieniony w 2 Tm 4,20, więc również mieszkał w Koryncie.

## Datowanie Listu
List nie pozwala na precyzyjne ustalenie czasu jego powstania, niemniej został napisany w czasie, gdy zebrano kolektę na rzecz wiernych z Jerozolimy, a to oznacza, że wizyta Pawła w Grecji dobiegała końca. Większość badaczy datuje powstanie Listu na koniec 55/początek 56 lub koniec 56/początek 57 roku. Wczesny 58 oraz wczesny 55 również są brane pod uwagę. Natomiast Gerd Lüdemann jest zwolennikiem wcześniejszego datowania, na 51/52 (lub 54/55).

## Jedność literacka Listu

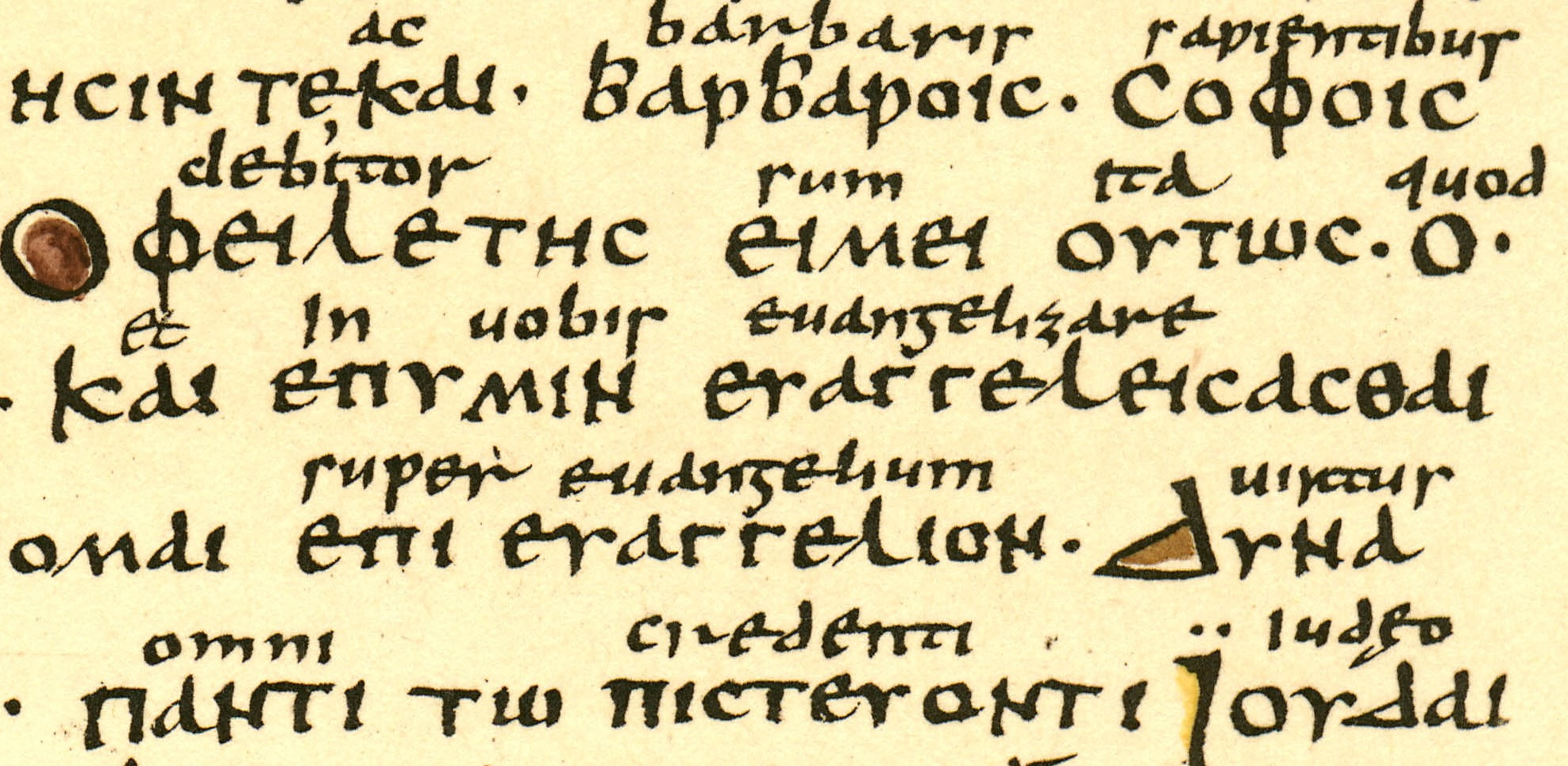
Rz 1,15 w kodeksie Boernarianus, brak wyrażenia „w Rzymie”.

Pawłowe autorstwo tego listu nigdy nie było kwestionowane. Pewne wątpliwości zgłaszane są w związku z rozdziałem 16, który zawiera katalog imion. Związane są one z pytaniem, czy apostoł, który przedtem nie był w Rzymie, mógłby znać tylu ludzi tam mieszkających. Niektóre z tych osób przebywały w owym czasie w Azji Mniejszej (w Efezie). Dlatego też proponowano, by rozdział 16 uznać za List do Efezjan. Wyjaśnienie to znajduje oparcie w starożytnych rękopisach ({\displaystyle {\mathfrak {P}}^{46}}). Ponadto w niektórych rękopisach – Kodeks Boerneriański – brak jest słów „w Rzymie” (1,7.15).
Część rękopisów umieszcza doksologię w różnych miejscach Listu do Rzymian, niektóre dublują doksologię, a inne w ogóle jej nie zawierają:
- po 16,23 umieszczają: Sinaiticus, Vaticanus, Ephraemi, Claromontanus, Laudianus, 81, 436, 630, 1739, 1962, 2127, Peszitta, cop, vg i inne;
- po 14,23 umieszczają: Codex Angelicus, Athous Lavrensis, 181, 326, 330, 451, 460, 614, 1241, 1877, 1881, 1984, 1985, 2492, 2495, Biblia gocka;
- po 14,23 i 16,23 umieszczają: Kodeks Aleksandryjski, Codex Porphyrianus, 5, 17, 33, 104, 109, arm;
- po 15,33 umieszcza {\displaystyle {\mathfrak {P}}^{46}};
- brak doksologii: 010, 012, 629, g, 26.

Może to świadczyć, że pierwotnie List do Rzymian kończył się w 14,23 i nie zawierał dwóch ostatnich rozdziałów. Z drugiej strony niektórzy badacze próbowali argumentować, że niektóre starożytne rękopisy celowo omijały doksologię, inne zaś umieszczały ją po 14,23 ze względu na wykorzystanie w liturgii (katalog imion z Rz 16 nie nadaje się do liturgicznego zastosowania).

## Cel Listu

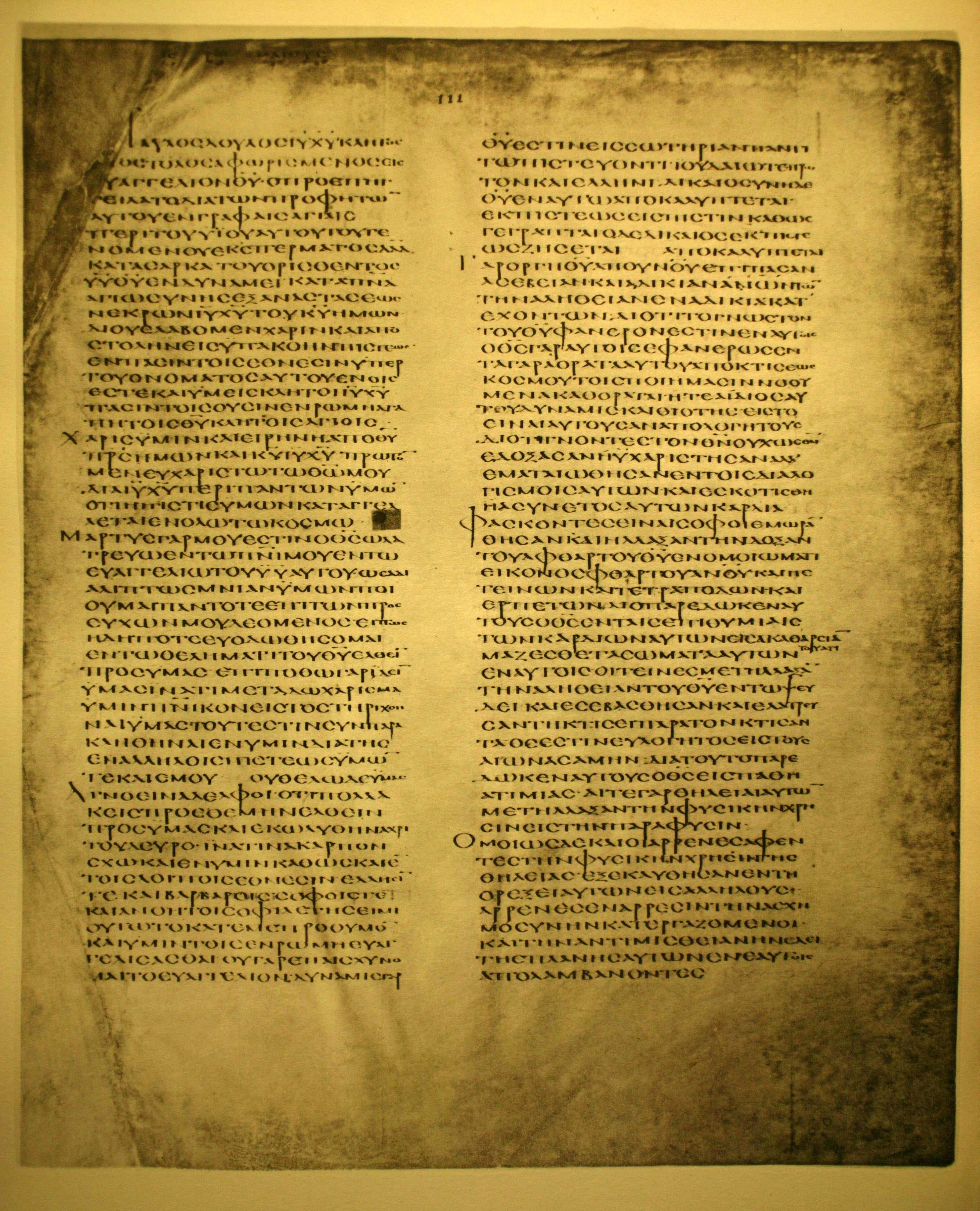
Początek Listu do Rzymian w Kodeksie Aleksandryjskim.

List porusza te same zagadnienia, co List do Galatów, ale w sposób bardziej pogłębiony. Głównym celem jest usprawiedliwienie przez wiarę. Paweł podkreśla powszechną grzeszność człowieczeństwa i konieczność usprawiedliwienia, zarówno dla pogan, jak i dla Żydów. Usprawiedliwienie jest wynikiem łaski i wyłącznie łaski. Autor wyjaśnia znaczenie chrztu jako uwolnienia od grzechu oraz włączenia do Kościoła. Paweł przyjmuje dualizm duszy i ciała, zarazem zapowiadając zmartwychwstanie ciała. Po części doktrynalnej autor przechodzi do tematów moralnych i praktycznych: podstawą życia chrześcijańskiego powinna być miłość, tolerancja w sprawach mniej ważnych i naśladowanie Chrystusa.

## Znaczenie i rola
Augustyn nawrócił się po lekturze fragmentu tego listu. List służył później Augustynowi jako broń w jego polemice z Pelagiuszem, reformatorzy Luter i Kalwin uczynili zeń podstawę dla obrony nauki o usprawiedliwieniu. Z powodu nauki o usprawiedliwieniu uważany przez Marcina Lutra za najważniejszy list Nowego Testamentu. John Wesley, założyciel metodyzmu, podczas publicznego czytania przedmowy Lutra do tego Listu doświadczył nagłego rozgrzania serca. W wieku XX Karl Barth rozpoczął swoją działalność od napisania komentarza do tej właśnie księgi (1. wydanie w 1919, 2. wydanie w 1921).